# Жилолист
Жилолист, або дейція (Deutzia) — рід багаторічних рослин родини гортензієвих (Hydrangeaceae). Виведено багато культурних форм та сортів дейцій, які використовуються в озелененні. Рід названо на честь голландського ентузіаста розвитку ботаніки Йогана ван дер Дейца (нід. Johann van der Deutz).

## Опис
Це листопадні або вічнозелені кущі висотою від 50 до 400 см із світло-зеленим листям та білими або рожевими квітками без запаху. Цвітуть вони на пагонах минулого року. Цвітіння з початку травня до липня. Розмножується насінням, відсадками, живцями.

## Умови зростання
Для зростання потребує сонячних або легко напівзатінених місць. Росте на всіх типах ґрунтів, не дуже сухих.

## Види
За даними сайту The Plant List рід нараховує 72 види.. Деякі з них нведщені в списку.
| - Deutzia albida - Deutzia aspera - Deutzia baroniana - Deutzia bhutanensis - Deutzia bomiensis - Deutzia breviloba - Deutzia calycosa - Deutzia cinerascens - Deutzia compacta - Deutzia coreana - Deutzia coriacea - Deutzia corymbosa - Deutzia crassidentata - Deutzia crassifolia - Deutzia crenata - Deutzia cymuligera - Deutzia discolor - Deutzia esquirolii - Deutzia faberi - Deutzia glabrata - Deutzia glauca - Deutzia glaucophylla - Deutzia globosa - Deutzia glomeruliflora - Deutzia gracilis - Deutzia grandiflora - Deutzia heterophylla - Deutzia hookeriana - Deutzia hypoglauca | - Deutzia longifolia - Deutzia maximowicziana - Deutzia mollis - Deutzia monbeigii - Deutzia muliensis - Deutzia multiradiata - Deutzia nanchuanensis - Deutzia ningpoensis - Deutzia obtusilobata - Deutzia parviflora - Deutzia pilosa - Deutzia pulchra - Deutzia purpurascens - Deutzia reflexa - Deutzia rehderiana - Deutzia rubens - Deutzia scabra — жилолист шорсткий, дейція шорстка - Deutzia schneideriana - Deutzia setchuenensis - Deutzia silvestrii - Deutzia squamosa - Deutzia staminea - Deutzia subulata - Deutzia taibaiensis - Deutzia taiwanensis - Deutzia taiwanensis - Deutzia wardiana - Deutzia yunnanensis - Deutzia zhongdianensis |